# Garbe (Mathematik)
Eine Garbe ist ein Begriff aus verschiedenen Gebieten der Mathematik wie zum Beispiel der algebraischen Geometrie und Funktionentheorie. Eine Garbe abelscher Gruppen über einem topologischen Raum besteht aus je einer abelschen Gruppe zu jeder offenen Teilmenge des Basisraumes und kompatiblen Einschränkungshomomorphismen zwischen diesen abelschen Gruppen. Entsprechend besteht eine Garbe von Ringen aus einem Ring für jede offene Teilmenge und Ringhomomorphismen. Das einfachste Beispiel einer Garbe ist die Garbe der stetigen reellwertigen Funktionen auf offenen Teilmengen eines topologischen Raumes zusammen mit der Einschränkung der Funktionen auf kleinere offene Teilmengen. Der mathematische Begriff ist metaphorisch von einer Getreidegarbe abgeleitet.
Prägarben lassen sich auf einer beliebigen Kategorie definieren. Garben lassen sich auf einem beliebigen Situs (das ist eine Kategorie, auf der eine Grothendieck-Topologie erklärt ist) definieren.

## Definitionen
Um die Definition der Garbe zu verstehen, ist es ratsam, sich das Beispiel der Garbe der stetigen Funktionen gewärtig zu halten: {\displaystyle F(U)} ist dann die Menge der stetigen Funktionen {\displaystyle U\to \mathbb {R} }, die Einschränkungsabbildungen (Bilder der Inklusionsabbildungen unter dem Funktor {\displaystyle F}) sind schlichtweg die Einschränkungen der Funktionen auf kleinere Bereiche.

### Prägarbe auf einem topologischen Raum
Eine Prägarbe {\displaystyle {\mathcal {F}}} auf einem topologischen Raum {\displaystyle X} ordnet jeder offenen Teilmenge {\displaystyle U\subseteq X} eine Menge (bzw. eine abelsche Gruppe, einen Modul, einen Ring) {\displaystyle {\mathcal {F}}(U)} zusammen mit Einschränkungsabbildungen {\displaystyle \rho _{V}^{U}\colon {\mathcal {F}}(U)\to {\mathcal {F}}(V)} für alle Inklusionen offener Teilmengen {\displaystyle V\subseteq U} zu. Dabei müssen die Einschränkungsabbildungen (im Falle von abelschen Gruppen, Moduln oder Ringen entsprechende Homomorphismen sein und) in der „offensichtlichen“ Weise zusammenpassen:
- {\displaystyle \rho _{U}^{U}=\mathrm {id} _{{\mathcal {F}}(U)}}
- {\displaystyle \rho _{W}^{V}\circ \rho _{V}^{U}=\rho _{W}^{U}} für offene Teilmengen {\displaystyle W\subseteq V\subseteq U}.

Die Elemente von {\displaystyle {\mathcal {F}}(U)} heißen (lokale) Schnitte von {\displaystyle {\mathcal {F}}} über {\displaystyle U}, die Elemente von {\displaystyle {\mathcal {F}}(X)} globale Schnitte. Statt {\displaystyle {\mathcal {F}}(U)} schreibt man auch {\displaystyle \Gamma (U,{\mathcal {F}}).}
Für die Einschränkung {\displaystyle \rho _{V}^{U}(f)} eines Schnittes {\displaystyle \,f\in {\mathcal {F}}(U)} auf eine offene Teilmenge {\displaystyle V\subseteq U} schreibt man auch {\displaystyle \,f|_{V}}.

### Garbe auf einem topologischen Raum
Eine Garbe ist eine Prägarbe, bei der die Daten „lokal“ sind, d. h. die folgenden beiden Bedingungen erfüllt sind:
- Lokale Übereinstimmung impliziert globale Übereinstimmung: Sind {\displaystyle f} und {\displaystyle g} Schnitte von {\displaystyle {\mathcal {F}}} über {\displaystyle U} und {\displaystyle \{V_{i}\}} eine offene Überdeckung von {\displaystyle U}, und gilt

{\displaystyle f|_{V_{i}}=g|_{V_{i}}}
für alle {\displaystyle i}, so gilt {\displaystyle f=g}.
- Zusammenpassende lokale Daten lassen sich „verkleben“: Sind Schnitte {\displaystyle f_{i}\in {\mathcal {F}}(V_{i})} gegeben, so dass die Einschränkungen von {\displaystyle f_{i}} und {\displaystyle f_{j}} auf {\displaystyle V_{i}\cap V_{j}} übereinstimmen, so gibt es einen Schnitt {\displaystyle f\in {\mathcal {F}}(U)}, so dass

{\displaystyle f_{i}=f|_{V_{i}}}
für alle {\displaystyle i} gilt.
Aus der ersten Bedingung folgt, dass {\displaystyle f} in der zweiten Bedingung durch die {\displaystyle f_{i}} eindeutig bestimmt ist.

### Kategorientheoretische Definition einer Garbe auf einem topologischen Raum
Es sei {\displaystyle X} ein topologischer Raum. Die Kategorie {\displaystyle \mathbf {Ouv} (X)} habe als Objekte die offenen Teilmengen von {\displaystyle X} mit einem Morphismus {\displaystyle U\to V} für jede Inklusion {\displaystyle U\subseteq V} offener Mengen. Eine Prägarbe {\displaystyle {\mathcal {F}}} auf {\displaystyle X} mit Werten in einer Kategorie {\displaystyle C} ist ein kontravarianter Funktor {\displaystyle {\mathcal {F}}\colon \mathbf {Ouv} (X)\to C}. {\displaystyle C} besitze Produkte. 
Eine Prägarbe {\displaystyle {\mathcal {F}}} heißt Garbe, falls das folgende Diagramm für jede offene Teilmenge {\displaystyle U\subseteq X} und jede Überdeckung {\displaystyle \{V_{i}\}} von {\displaystyle U} exakt ist:
{\displaystyle {\mathcal {F}}(U)\rightarrow \prod {\mathcal {F}}(V_{i})\rightrightarrows \prod {\mathcal {F}}(V_{i}\cap V_{j}),}
d. h., dass {\displaystyle {\mathcal {F}}(U)} der Differenzkern der beiden rechten Pfeile ist, die sich wie folgt erklären. Zu jedem Indexpaar {\displaystyle (i,j)} hat man zwei Inklusionen {\displaystyle \iota _{1}^{(i,j)}:V_{i}\cap V_{j}\rightarrow V_{i}} und {\displaystyle \iota _{2}^{(i,j)}:V_{i}\cap V_{j}\rightarrow V_{j}}. Einer der Pfeile ist das Produkt der {\displaystyle {\mathcal {F}}(\iota _{1}^{(i,j)}):{\mathcal {F}}(V_{i})\rightarrow {\mathcal {F}}(V_{i}\cap V_{j})}, der andere das Produkt der {\displaystyle {\mathcal {F}}(\iota _{2}^{(i,j)})}.

## Prägarbe auf einer Kategorie, Garbe auf einem Situs
Eine Prägarbe auf einer Kategorie C ist ein kontravarianter Funktor {\displaystyle {\mathcal {F}}}:  C {\displaystyle \rightarrow } A in eine Kategorie A, etwa die Kategorie der Mengen oder die Kategorie der abelschen Gruppen. Wenn C eine Grothendieck-Topologie besitzt, so nennt man eine Prägarbe eine Garbe, wenn für jede überdeckende Familie {φi: Vi {\displaystyle \rightarrow } U}i{\displaystyle \in }I die Sequenz :{\displaystyle {\mathcal {F}}(U)\rightarrow \prod {\mathcal {F}}(V_{i})\rightrightarrows \prod {\mathcal {F}}(V_{i}\times V_{j}),} exakt ist, d. h. wenn {\displaystyle {\mathcal {F}}(U)} der Differenzkern der beiden rechten Pfeile ist.
Wie im Fall eines topologischen Raumes kann man Prägarben vergarben. Ebenso kann man verschiedene Kohomologietheorien entwickeln, etwa Čech-Kohomologie.
Die Gesamtheit aller Garben auf einem Situs bildet einen Topos.

## Morphismen
So wie eine Garbe eine Sammlung von Objekten ist, ist ein Morphismus zwischen Garben eine Sammlung von Morphismen dieser Objekte. Diese muss mit den Einschränkungsabbildungen verträglich sein.
Es seien {\displaystyle {\mathcal {F}}} und {\displaystyle {\mathcal {G}}} Garben auf {\displaystyle X} mit Werten in derselben Kategorie. Ein Morphismus {\displaystyle \varphi \colon {\mathcal {F}}\to {\mathcal {G}}} besteht aus einer Sammlung von Morphismen {\displaystyle \varphi (U)\colon {\mathcal {F}}(U)\to {\mathcal {G}}(U)}, einer für jede offene Teilmenge {\displaystyle U} von {\displaystyle X}, so dass für jede Inklusion {\displaystyle V\subseteq U} offener Teilmengen die Bedingung {\displaystyle {\tilde {\rho }}_{V}^{U}\circ \varphi (U)=\varphi (V)\circ \rho _{V}^{U}} erfüllt ist. Hierbei bezeichnet {\displaystyle \rho _{V}^{U}} die Einschränkungsabbildung von {\displaystyle {\mathcal {F}}} und {\displaystyle {\tilde {\rho }}_{V}^{U}} die von {\displaystyle {\mathcal {G}}}.
Fasst man die Garben wie oben beschrieben als Funktoren auf, so ist ein Morphismus zwischen den Garben dasselbe wie eine natürliche Transformation der Funktoren.
Für jede Kategorie {\displaystyle C} bilden die {\displaystyle C}-wertigen Garben mit diesem Morphismenbegriff eine Kategorie.

## Halme und Keime
Es sei {\displaystyle C} eine Kategorie algebraischer Strukturen, die durch endliche projektive Limites definiert sind, also z. B. (abelsche) Gruppen, Ringe, Moduln. Insbesondere existieren pseudofiltrierende Kolimites in {\displaystyle C}, und ihre zugrundeliegenden Mengen stimmen mit den Kolimites der zugrundeliegenden Mengen der Einzelobjekte überein.
Für jeden Punkt {\displaystyle x\in X} ist der Halm {\displaystyle {\mathcal {F}}_{x}} einer Prägarbe {\displaystyle {\mathcal {F}}} im Punkt {\displaystyle x} definiert als
{\displaystyle {\mathcal {F}}_{x}=\operatorname {colim} _{V\ni x}{\mathcal {F}}(V).}
Elemente des Halms heißen Keime.
Keime sind also Äquivalenzklassen von lokalen Schnitten über offenen Umgebungen von {\displaystyle x}, wobei Schnitte äquivalent sind, wenn sie bei Einschränkung auf eine kleinere Umgebung gleich werden.

## Vergarbung
Ist {\displaystyle {\mathcal {F}}} eine Prägarbe auf einem topologischen Raum {\displaystyle X}, so gibt es eine Garbe {\displaystyle \mathbf {a} {\mathcal {F}}}, die Vergarbung von oder assoziierte Garbe zu {\displaystyle {\mathcal {F}}}, so dass für jede Garbe {\displaystyle {\mathcal {G}}}
{\displaystyle \mathrm {Hom} _{\mathrm {(Garben)} }(\mathbf {a} {\mathcal {F}},{\mathcal {G}})=\mathrm {Hom} _{\mathrm {(Pr{\ddot {a}}garben)} }({\mathcal {F}},{\mathcal {G}})}
gilt. {\displaystyle \mathbf {a} } ist also linksadjungiert zum Vergissfunktor {\displaystyle \mathrm {(Garben)} \to \mathrm {(Pr{\ddot {a}}garben)} .}
Es gibt keine einheitliche Notation für den Vergarbungsfunktor.

## Direkte Bilder und Urbildgarben
Ist {\displaystyle {\mathcal {F}}} eine Garbe auf einem topologischen Raum {\displaystyle X} und {\displaystyle f\colon X\to Y} eine stetige Abbildung, so ist
{\displaystyle U\mapsto {\mathcal {F}}(f^{-1}(U)),\quad U\subseteq Y\ {\text{offen}}}
eine Garbe auf {\displaystyle Y}, die mit {\displaystyle f_{*}{\mathcal {F}}} bezeichnet wird und direktes Bild oder auch Bildgarbe von {\displaystyle {\mathcal {F}}} unter {\displaystyle f} heißt.
Ist {\displaystyle {\mathcal {G}}} eine Garbe auf {\displaystyle Y}, so ist die assoziierte Garbe zu
{\displaystyle U\mapsto \operatorname {colim} _{V\supseteq f(U)}{\mathcal {G}}(V)}
eine Garbe auf {\displaystyle X}, die Urbildgarbe, die mit {\displaystyle f^{-1}{\mathcal {G}}} bezeichnet wird.
Ist {\displaystyle g\colon Y\to Z} eine weitere stetige Abbildung, so sind die Funktoren
{\displaystyle \,(gf)_{*}} und {\displaystyle \,g_{*}f_{*}}
sowie die Funktoren
{\displaystyle \,(gf)^{-1}} und {\displaystyle \,f^{-1}g^{-1}}
natürlich äquivalent.
Die Funktoren {\displaystyle \,f_{*}} und {\displaystyle \,f^{-1}} sind adjungiert: Ist {\displaystyle {\mathcal {F}}} eine Garbe auf {\displaystyle X} und {\displaystyle {\mathcal {G}}} eine Garbe auf {\displaystyle \,Y}, so ist
{\displaystyle \operatorname {Hom} (f^{-1}{\mathcal {G}},{\mathcal {F}})=\operatorname {Hom} ({\mathcal {G}},f_{*}{\mathcal {F}}).}
Halme sind spezielle Garbenurbilder: Bezeichnet {\displaystyle i_{y}} die Inklusion {\displaystyle \{y\}\to Y} eines Punktes, so ist
{\displaystyle {\mathcal {G}}_{y}=i_{y}^{-1}{\mathcal {G}};}
dabei wurde die Garbe {\displaystyle i_{y}^{-1}{\mathcal {G}}} auf dem einpunktigen Raum {\displaystyle \,\{y\}} mit ihren globalen Schnitten identifiziert. 
Infolgedessen ist das Garbenurbild kompatibel mit Halmen:
{\displaystyle \,(f^{-1}{\mathcal {G}})_{x}={\mathcal {G}}_{f(x)}.}
Diese Beziehung ist auch der Grund dafür, dass {\displaystyle \,f^{-1}} trotz der komplizierteren Definition der einfacher zu verstehende Funktor ist: in einem gewissen Sinn ist Kohomologie das Studium des Funktors {\displaystyle \,f_{*}}.

## Der Étalé-Raum einer Garbe
Zu einer Garbe {\displaystyle {\mathcal {F}}} von Mengen sei ein topologischer Raum {\displaystyle E} über {\displaystyle X} wie folgt definiert:
- Die zugrundeliegende Menge ist die disjunkte Vereinigung aller Halme von {\displaystyle {\mathcal {F}}}; die Abbildung {\displaystyle E\to X} bilde {\displaystyle {\mathcal {F}}_{x}} auf {\displaystyle x\in X} ab.
- Die Topologie auf {\displaystyle E} ist die stärkste Topologie, für die die Abbildungen

{\displaystyle U\to E,\quad x\mapsto f_{x}}
für jeden Schnitt {\displaystyle f\in {\mathcal {F}}(U)} über einer offenen Menge {\displaystyle U\subseteq X} stetig sind.
Dann gibt es eine Bijektion zwischen den Schnitten von {\displaystyle {\mathcal {F}}} über einer offenen Menge {\displaystyle U\subseteq X} und den Schnitten von {\displaystyle \pi \colon E\to X} über {\displaystyle U}, d. h. den stetigen Abbildungen {\displaystyle s\colon U\to E}, für die {\displaystyle \pi \circ s} gleich der Inklusion {\displaystyle U\subseteq X} ist.
Dieser Raum {\displaystyle E} heißt der Étalé-Raum (frz. étalé = ausgebreitet) oder, in deutschsprachiger Literatur auch ohne Akzente geschrieben, der etale Raum.

## Beispiele
- Die stetigen Funktionen mit kompaktem Träger bilden keine Prägarbe, weil die Einschränkung einer Funktion mit kompaktem Träger auf eine offene Teilmenge im Allgemeinen nicht wieder kompakten Träger hat.

- Die Prägarbe, die jeder nicht-leeren offenen Teilmenge von {\displaystyle \mathbb {R} } die abelsche Gruppe {\displaystyle \mathbb {Z} } sowie der leeren Menge die triviale Untergruppe {\displaystyle \{0\}} zuordnet, ist keine Garbe: Ist {\displaystyle U=U_{1}\cup U_{2}} mit {\displaystyle U_{1}=(1,2)} und {\displaystyle U_{2}=(3,4)}, so lassen sich der Schnitt {\displaystyle 5} über {\displaystyle U_{1}} und der Schnitt {\displaystyle 7} über {\displaystyle U_{2}} nicht zu einem Schnitt über {\displaystyle U} „verkleben“.

- Die Garbe {\displaystyle {\mathcal {O}}} der holomorphen Funktionen auf {\displaystyle \mathbb {C} } ist eine Garbe von Ringen (eine Ringgarbe): der Halm im Nullpunkt kann mit dem Ring der konvergenten Potenzreihen {\displaystyle \mathbb {C} \{z\}} identifiziert werden, d. h. der Potenzreihen, deren Konvergenzradius nicht Null ist. Die anderen Halme entstehen durch Koordinatenwechsel (d. h. ersetze {\displaystyle z} durch {\displaystyle z-a}).

- Es sei {\displaystyle X=\{\eta ,s\}} der topologische Raum mit zwei Punkten, von denen {\displaystyle s} abgeschlossen ist und {\displaystyle \eta } nicht, d. h. der Sierpiński-Raum. Dann ist eine Garbe durch die zwei Mengen {\displaystyle M=\Gamma (X,{\mathcal {F}})} und {\displaystyle N=\Gamma (\{\eta \},{\mathcal {F}})} zusammen mit einer Abbildung {\displaystyle \rho \colon M\to N} bestimmt, und umgekehrt kann man diese Daten beliebig vorgeben und erhält eine Garbe. Die Halme von {\displaystyle {\mathcal {F}}} sind

{\displaystyle {\mathcal {F}}_{\eta }=N} und {\displaystyle {\mathcal {F}}_{s}=M}.
- Es sei {\displaystyle X=\mathbb {R} /\mathbb {Z} \cong S^{1}} ausgestattet mit der Quotiententopologie und zu offenem {\displaystyle U\subseteq X} sei {\displaystyle {\mathcal {F}}(U)} die Menge aller Funktionen, die lokal Steigung 1 haben, das sind alle {\displaystyle f\colon U\to \mathbb {R} } mit {\displaystyle f(x+\varepsilon +\mathbb {Z} )=f(x+\mathbb {Z} )+\varepsilon }, sofern beide Seiten definiert sind und {\displaystyle |\varepsilon |} hinreichend klein ist. Dies ist eine Garbe, bei der jeder Halm {\displaystyle {\mathcal {F}}_{x}} isomorph zu {\displaystyle \mathbb {R} } und auch {\displaystyle \Gamma (U,{\mathcal {F}})\cong \mathbb {R} } für jede zusammenhängende offene echte Teilmenge {\displaystyle U\subsetneq X}. Es gibt jedoch keine globalen Schnitte, {\displaystyle \Gamma (X,{\mathcal {F}})=\emptyset }. Dadurch ist dies „nur“ eine mengenwertige und keine abelsche-Gruppen-wertige Garbe.

## Verallgemeinerung
Der Begriff der Garbe lässt sich allgemeiner im Kontext von Grothendieck-Topologien fassen.